# Мінх Григорій Миколайович
Григо́рій Микола́йович Мінх (7 (19) вересня 1835, селище Грязи, Тамбовська губернія, Російська Імперія — 11 (23) грудня 1896, Саратов) — доктор медицини (1870 рік), професор (1876 рік), завідувач кафедри патологічної анатомії Київського університету (1876—1895 роки).

## Життєпис
Закінчив медичний факультет Московського університету (1861 рік). Учень Г. А. Захар'їна. У 1869 році захистив докторську дисертацію. З 1872 року — прозектор в Одеській міській лікарні. У 1876—1895 роках — професор патологічної анатомії в Київському університеті. Тоді ж разом з Мочутковським Йосипом Йосиповичем провів на собі дослід по зараженню кров'ю хворого на поворотний тиф, чим доказав заразність крові цих хворих та можливість передачі через кровосисних комах.
У дослідженнях протягом 1863—1865 років встановив, що кишкова і легенева форми сибірки мають єдине походження. Як вважають, він ще у 1873 році вперше описав збудників сибірки, які знайшов у тілах блукаючих клітин, але не зміг правильно оцінити значення цієї знахідки.
У 1878 році його відрядили на гроші Московської міської думи для участі в ліквідації останньої автохтонної європейської епідемії чуми (1878—1879 роки) у селищі Ветлянка, Астраханської губернії. Його спостереження були систематизовані у наукових працях, багато з яких переклали на європейські мови, через що Мінх став широко відомий серед зарубіжних вчених-лікарів.
Провів ґрунтовні спостереження за поширенням прокази на півдні України та Росії.
Голова Товариства одеських лікарів (1873) Київського товариства лікарів (1882—1886 роки).
Вийшовши у відставку 1895 року поїхав з Києва та оселився в Саратові, де й помер 1896 року.

## Основні наукові праці
- К учению о развитии ложных оболочек на серозных поверхностях — докторська дисертація, 1869 рік (опублікована німецькою у 1870 році в руководстві Rindfleischa «Lehrbuch der pathol. Gevebelehre»);
- К патологии сибирской язвы //«Моск. Медицинская Газета», 1868;
- Геморроическая оспа //«Труды врачей одесской больницы», 1869;
- По поводу спириллий в крови возвратно-горячечных больных //Московский врачебный вестник. 1874. — № 1;
- О высоком вероятии переноса возвратного и сыпного тифов с помощью насекомых //«Хирургическая Летопись», 1877;
- Отчет об Астраханской эпидемии. — М., 1881;
- Проказа (Lepra arabum) на юге Росии. — К., 1884—1890. — Т. 1—2;
- Чума в России (Ветлянская эпидемия 1878—1879 гг.). — К., 1898. (її видали після смерті Мінха його родичі)